# Fülöp-szigeteki réce
A Fülöp-szigeteki réce (Anas luzonica) a madarak osztályának lúdalakúak (Anseriformes)  rendjébe és a récefélék (Anatidae) családjába tartozó faj.

## Előfordulása
A Fülöp-szigetek területén honos. Jelenléte Japánban és Tajvanban bizonytalan. Természetes élőhelye a mocsarak.

## Megjelenése
Testhossza 48–58 cm.

## Életmódja
Tápláléka garnélák, halak és vízi növények.